# Faculté de droit de Paris-Est Créteil
Ne doit pas être confondu avec Faculté de droit de Paris.
La faculté de droit Paris-Est est une composante de l’université Paris-Est-Créteil-Val-de-Marne (UPEC, Paris-XII).

## Historique
La faculté de droit de Créteil est fondée en 1967 à Saint-Maur-des-Fossés et ouvre ses portes aux étudiants en 1969. Issue du mouvement de déconcentration de la faculté de droit de Paris, la première promotion compte 2 500 étudiants.
Avec le baby-boom, l'objectif est alors de permettre aux jeunes habitants d'accéder à la qualité de l'enseignement supérieur dispensé à l'intérieur de Paris.
La naissance de l'UPEC a ainsi lieu le 21 mars 1970 par l'association de cette Faculté de droit et de sciences économiques avec le centre multidisciplinaire situé à Créteil, composé de la jeune faculté de médecine du Val-de-Marne.
Le 16 janvier 2006, la faculté de droit inaugure son nouveau campus dans le quartier de l'Échat à Créteil. Ces nouveaux locaux de 15 000m2 ont été construits, sur un terrain cédé à l'État par la ville de Créteil, par l’architecte Michel Rémon,. L'ancien campus de Saint-Maur-des-Fossés, dans lequel de l'amiante avait été découvert en 1997, a quant à lui été détruit en 2016.
En 2020, la faculté de droit de l'UPEC ressort en 5e position du classement global Thotis des facultés de droit, recoupant l'insertion professionnelle, l'attractivité de l’université, l'égalité des chances et la réussite académique à la sortie de la faculté. Elle obtient par ailleurs le statut de première faculté francilienne en termes d’égalité des chances.

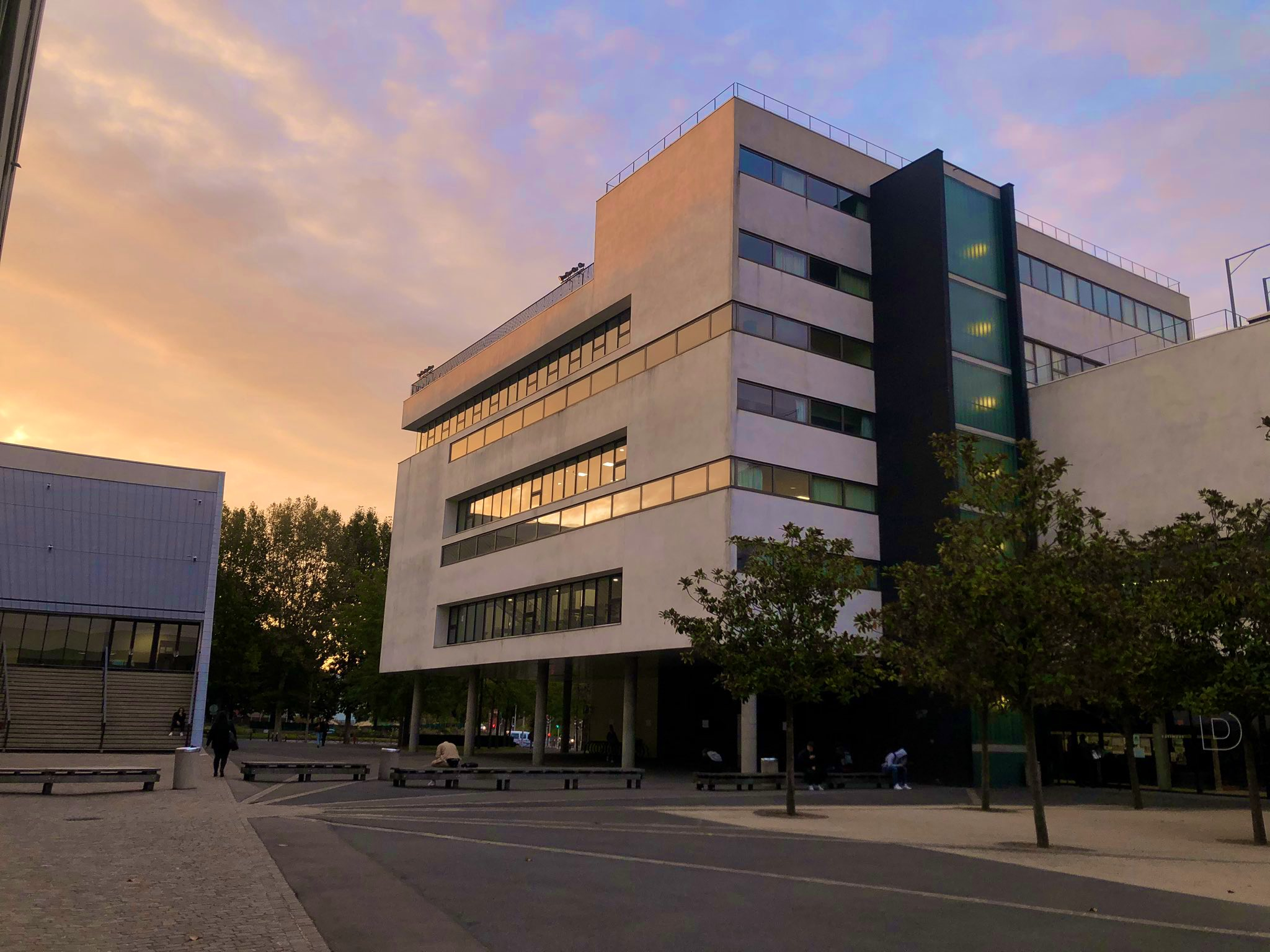
Le campus André Boulle et sa bibliothèque universitaire.

## Organisation
La fonction de directeur de l'unité de formation et de recherche (UFR), appelé communément doyen, est occupée par le professeur de droit privé et sciences criminelles Laurent Gamet. Cette fonction a été occupée de 2008 à 2017 par le professeur de droit public Jean-Jacques Israël et de 2017 à 2021 par le professeur d'histoire du droit Alain Desrayaud.
| Mandats     | Nom                        | Discipline        |
| ----------- | -------------------------- | ----------------- |
| 1971 - 1979 | Guillaume Matringe         | histoire du droit |
| 1979 - 1985 | François Gianviti          | droit privé       |
| 1985 - 1989 | Jacqueline Morand-Deviller | droit public      |
| 1989 - 1993 | Jean-Bernard Auby          | droit public      |
| 1993 - 1999 | Louis Caillet              | histoire du droit |
| 1999 - 2008 | Nicole Guimezanes          | droit privé       |
| 2008 - 2017 | Jean-Jacques Israël        | droit public      |
| 2017 - 2021 | Alain Desrayaud            | histoire du droit |
| 2021 -      | Laurent Gamet              | droit privé       |

### Conseil de faculté
Composé de dix professeurs, dix maîtres de conférences, dix étudiants, deux agents administratifs et huit personnalités extérieures, le conseil de Faculté se réunit plusieurs fois par an sur convocation du Doyen.
Ce conseil se prononce sur la politique générale de la Faculté, le budget, les cursus, le calendrier des examens, les accords de coopération internationale ou encore les dispositifs d’orientation universitaire et professionnelle des étudiants.

## Formations
Inspirée par la citation de Cicéron faisant figure de devise, la Faculté de droit forme les 3 700 étudiants aux missions du juriste avec 27 professeurs, 32 maîtres de conférences,180 intervenants professionnels en prenant appui sur une bibliothèque dotée de plus de 33 000 ouvrages.
Chaque année, la faculté admet 800 nouveaux étudiants, pour 8 000 vœux Parcoursup.
Le cursus s'ordonne autour d’une licence ou d’une capacité en droit assortie de 4 parcours d’excellence (tels que la filière Jean Monnet) et de 23 masters,.
Pour les personnes ayant interrompu leurs études, une formation continue en droit y est également dispensée.
Par ailleurs, la faculté de droit de l’Université Paris XII dispose d’un Institut d’études judiciaires, assurant la préparation des étudiants aux concours et examens tels que le CRFPA pour devenir avocat, ainsi qu'un Institut de préparation à l'administration générale.
Depuis 2008, un concours d’éloquence est organisé par l’unité de formation et de recherche de droit, récompensant les talents d’orateur des étudiants.

## Recherche
La faculté de droit possède le laboratoire de droit Marchés, Institutions, Libertés, né en 2015 de la fusion des deux anciens laboratoires de droit privé et de droit public. Ce laboratoire est dirigé par le professeur Stéphane de La Rosa et regroupe 43 enseignants-chercheurs ainsi que 47 doctorants au sein de son école doctorale rattachée. Un nouveau laboratoire de droit privé, dirigé par le professeur Frédéric Bicheron et composé de 24 enseignants-chercheurs, est créé en janvier 2020.
La faculté de droit organise également des colloques et conférences de droit avec des acteurs du droit et de la vie publique.

## Personnalités liées à la faculté

### Enseignants
- Michel Grimaldi, professeur de droit privé
- Anne Levade, professeure de droit public
- Stéphane Piedelièvre, professeur de droit public
- Xavier de Lesquen, professeur associé en droit public
- Alain Piedelièvre, professeur de droit privé
- Daniel Amson, professeur de droit public.
- Philippe Stoffel-Munck, professeur de droit privé.
- Christophe Caron, professeur de droit privé.
- Benoît Frydman, docteur en droit.